# Vestre Toten
Vestre Toten este o comună din provincia Innlandet, Norvegia.
Se află cu cel mai înalt punct în Lauvhøgda[*], la 721,981 m. Are o suprafață de 249,52 km². Populația este de 13.635 locuitori, determinată în 1 ianuarie 2023, prin Folkeregisteret[*].